# إسحاق هاتشينسون
إسحاق هاتشينسون (بالإنجليزية: Isaac Hutchinson)‏ هو لاعب كرة قدم بريطاني في مركز الوسط، ولد في 10 أبريل 2000 في إيستبورن في المملكة المتحدة. لعب مع برايتون أند هوف ألبيون.